# 青铜器

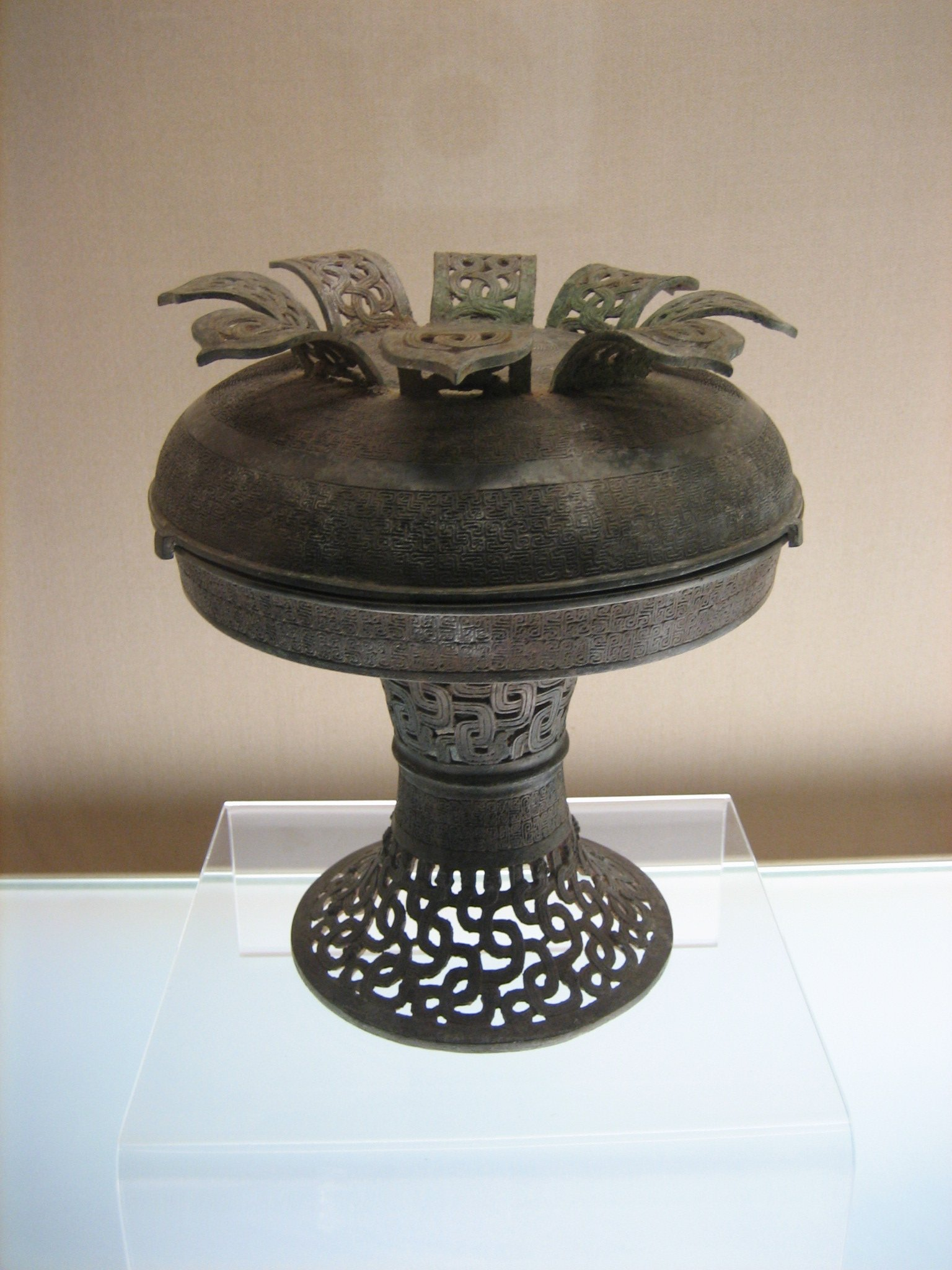
春秋晚期的透雕交龙纹铺

青铜器是由青铜（多為铜和锡、铅的合金，其中锡和铅的成分都必须大于2%。另有十多種配方）制成的各种器具，诞生于人类文明的青铜时代。由于青铜器在世界各地均有出现，所以也是一种世界性文明的象征
最早的青铜器出现于约5000年到6000年间的西亚两河流域地区。苏美尔文明时期的雕有狮子形象的大型铜刀是早期青铜器的代表。青铜器在2000多年前逐渐由铁器所取代。公元前3000年左右，中国已经有了青铜铸品，但进入青铜时代的时间，目前所知大约是在夏代，即公元前21世纪。

## 現代工廠製程
1. 以分別削切2個鋁塊，製成凹模。
2. 組裝2個鋁製凹模，充填融化的蠟，鑄成模型後，取出。
3. 將蠟模外塗上乳液與砂，並乾燥，重復數次後，再將其燒製成砂模（同時將蠟融化去除）。
4. 將砂模充填融化的青銅液，冷卻後將砂模打破，取出青銅器。
5. 修飾與拋光，以及為了提高青銅器使用的耐久度，再進行鎳的電鍍。

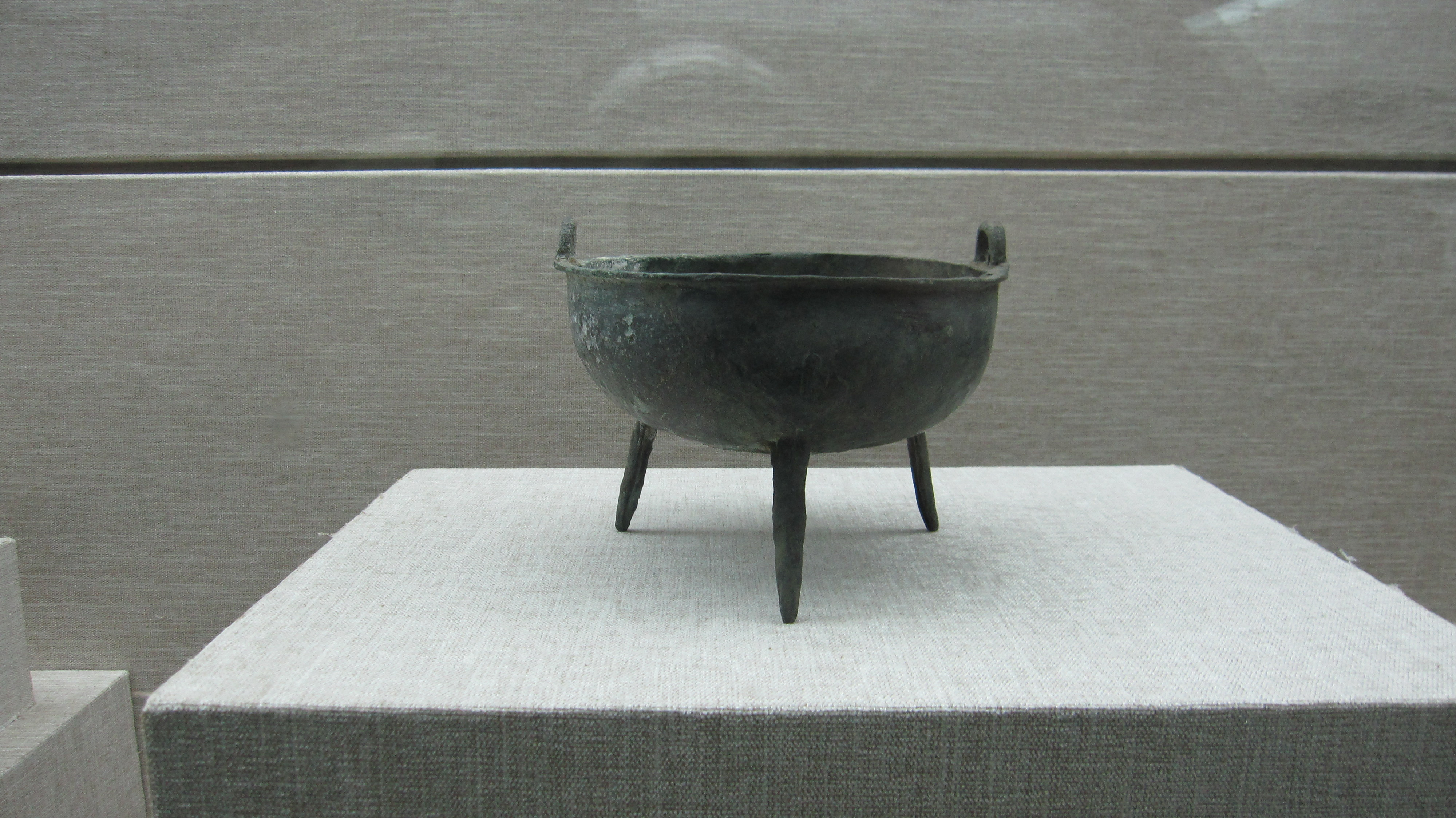
春秋时期的重环纹铜鼎，收藏于衡阳市博物馆。

## 外部連結
- 中央研究院數位典藏資源網：歷史語言研究所藏青銅器拓片資料庫 （页面存档备份，存于）
- 中國青銅器的盛與衰 （页面存档备份，存于）中研院數位典藏資源網
- 淺談西北岡商王大墓出土青銅人面中研院數位典藏資源網
- 中央研究院國家寶藏館-青銅人面[永久]中研院數位典藏資源網
- 中央研究院國家寶藏館-牛方鼎&鹿方鼎[永久]中央研究院數位典藏資源網
- 跨越古今縱橫千里-殷周青銅器地理資訊系統 （页面存档备份，存于）中研院數位典藏資源網